# اندیس کوه اردهال (باریت)
کوه اردهال (باریت) یک اندیس غیرفلزی است که در حوالی شهر کاشان استان اصفهان قرار دارد و مادهٔ معدنی موجود در آن، باریت است.  